# Bisdom Davenport
Het bisdom Davenport (Latijn: Dioecesis Davenportensis) is een rooms-katholiek bisdom met als zetel Davenport, in de Amerikaanse staat Iowa. Het bisdom is suffragaan aan het aartsbisdom Dubuque. 

## Geschiedenis
Het bisdom werd opgericht op 14 juni 1881, uit delen van het bisdom Dubuque, en was suffragaan aan het aartsbisdom Saint Louis. Op 15 juni 1893 veranderde het van kerkprovincie en werd suffragaan aan het nieuw verheven aartsbisdom Dubuque. Op 12 augustus 1911 verloor het gebied bij de oprichting van het bisdom Des Moines. 

## Parochies
Het bisdom had in 2023 een oppervlakte van 29.624 km2 en telde 787.159 inwoners waarvan 11,1% rooms-katholiek was.

## Bisschoppen
- John McMullen (14 juni 1881 - 4 juli 1883)
- Henry Cosgrove (11 juli 1884 - 22 december 1906)
- James Joseph Davis (22 december 1906 - 2 december 1926; coadjutor sinds 14 september 1904)
  - Edward Daniel Howard (hulpbisschop: 23 december 1923 - 30 april 1926)
- Henry Patrick Rohlman (20 mei 1927 - 15 juni 1944)
- Ralph Leo Hayes (11 november 1944 - 20 oktober 1966)
- Gerald Francis O’Keefe (20 oktober 1966 - 12 november 1993)
- William Edwin Franklin (12 november 1993 - 12 oktober 2006)
- Martin John Amos (12 oktober 2006 - 19 april 2017)
- Thomas Robert Zinkula (19 april 2017 - 26 juli 2023)
  - Kenneth E. Kuntz (administrator: 20 oktober 2023 - 27 september 2024)
- Dennis Gerard Walsh (25 juni 2024 - heden)

## Galerij van afbeeldingen

Wapen van het bisdom
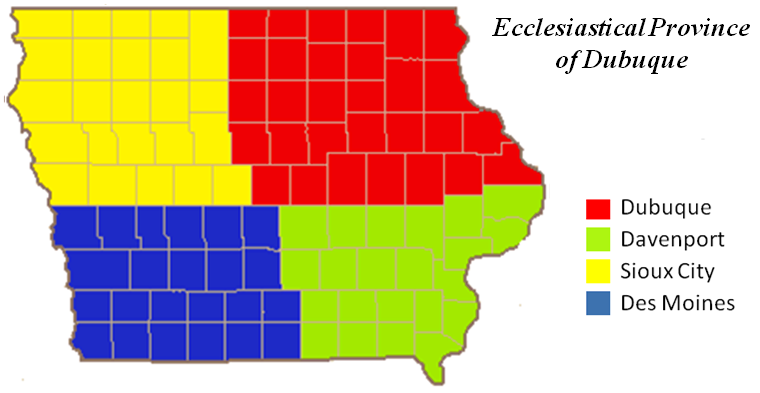
Kerkprovincie met aartsbisdom en suffragane bisdommen
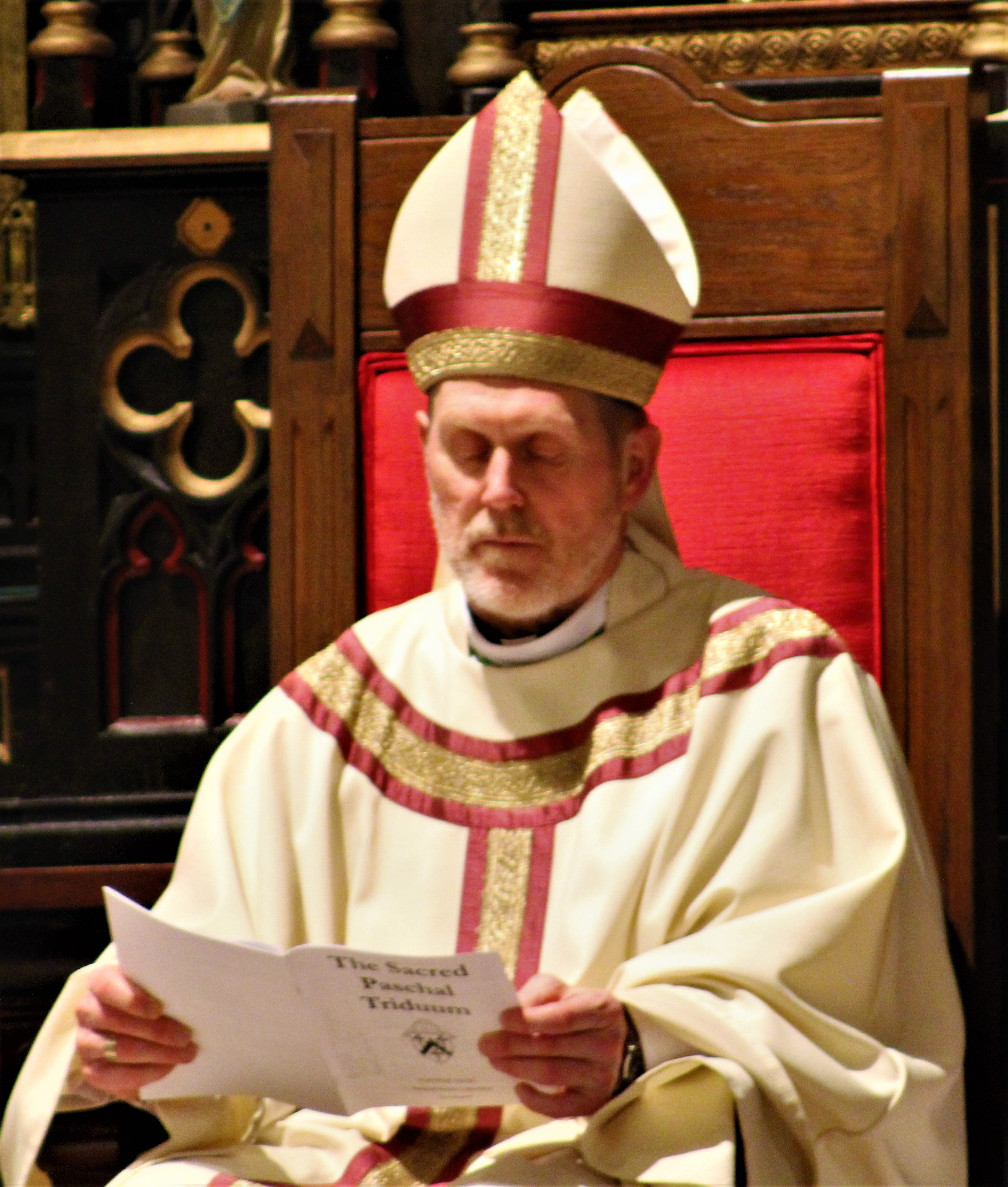
Bisschop Thomas Robert Zinkula (2017-2023)

Dubuque (aartsbisdom) · Davenport · Des Moines · Sioux City